# Котельный
Коте́льный (якут. Олгуйдаах арыы, Солуурдаах арыы) — самый большой остров в архипелаге Новосибирских островов, в группе островов Анжу. Площадь — 23 200 км². Высшая точка острова — гора Малакатын-Тас (361 метр или 374 м). Открыт в 1773 году русским купцом Иваном Ляховым.
Входит в состав природного резервата Лена-Дельта (охранную зону Государственного природного заповедника «Усть-Ленский»). Восточная часть острова входит в состав заказника федерального значения Новосибирские острова.
Земля Бунге соединяет западную часть острова Котельный с полуостровом Фаддеевский в единый массив суши. На многих картах XIX и XX века Котельный, Фаддеевский и Земля Бунге значатся как отдельные острова.

## География

Карта Новосибирских островов

Котельный занимает западную и центральную части группы островов Анжу, входящих в состав Новосибирского архипелага. С запада остров омывается морем Лаптевых, с севера, востока и юга Восточно-Сибирским морем. Пролив Санникова шириной до 55 км отделяет остров от Малого Ляховского на юге, Благовещенский пролив от острова Новая Сибирь на востоке, а пролив Заря от острова Бельковский на западе.
На севере Котельного расположена губа Драгоценная, в которой находятся острова Железнякова, Матар, Скрытый и другие более мелкие безымянные. На западе — губа Нерпичья, в которую входят лагуны Нерпалах и Дурная. Чуть севернее от губы расположен залив Стахановцев Арктики. Недалеко от юго-западного побережья — остров Посадный, от юго-восточного — Неизвестные острова и Тас-Ары.

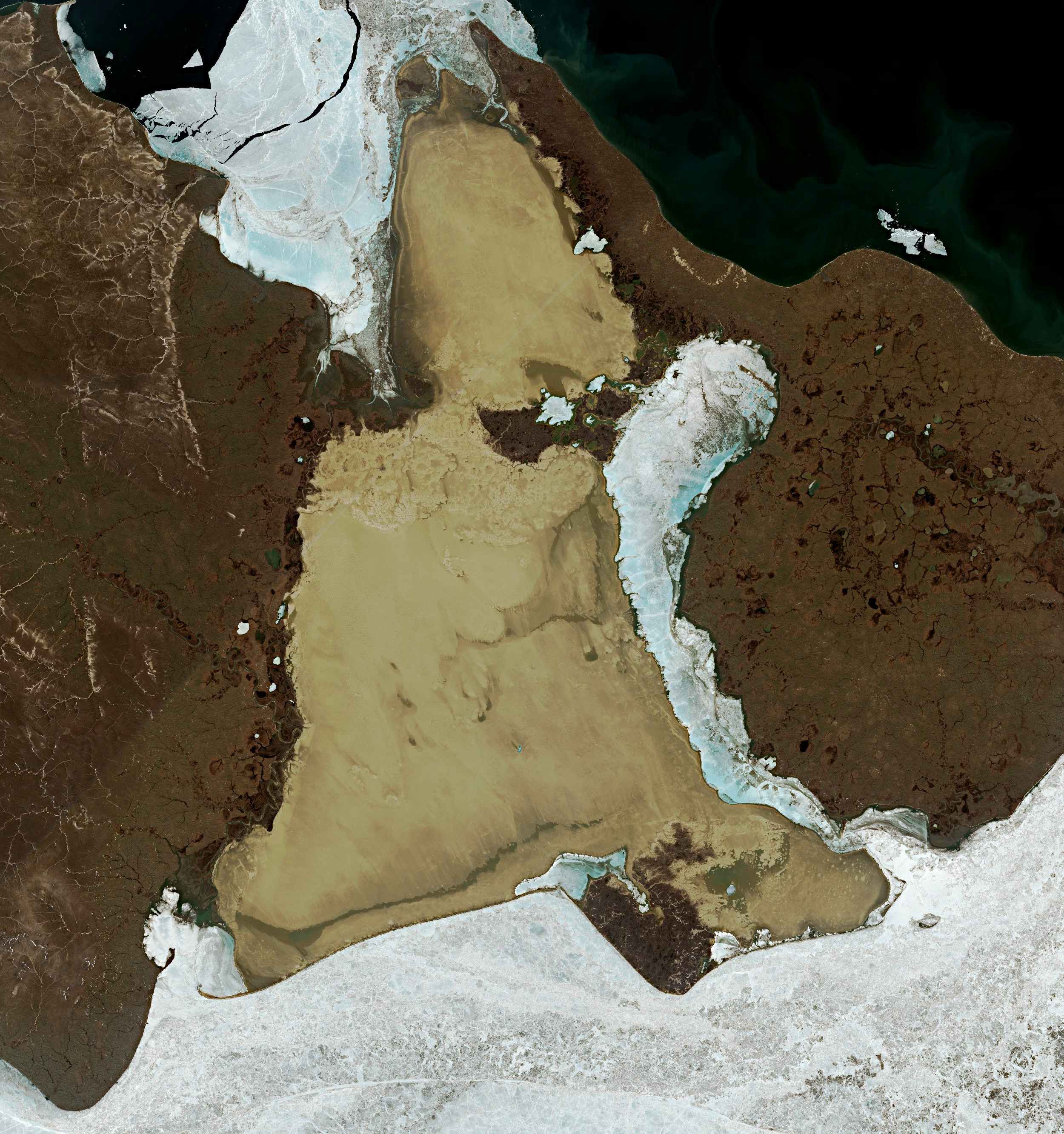
Снимок Земли Бунге со спутника

Снимок полуострова Фаддеевский со спутника

Котельный примечателен тем, что представления о его размерах и очертаниях со временем претерпевали весьма существенные изменения. Изначально название «Котельный» распространялось только на его западную часть, составляющую лишь около половины территории острова в его нынешнем понимании. Расположенный восточнее полуостров Фаддеевский при этом считался отдельным островом, а пространство между ними — достаточно широким морским проливом. Эта точка зрения сохранялась и после обнаружения в XIX веке Земли Бунге, поскольку та, в силу предельно низкого уровня рельефа, долгое время расценивалась как песчаная банка. И только к концу XX столетия в научном сообществе возобладало мнение о Земле Бунге как о низменном участке суши, периодически частично затопляемом под воздействием нагонных ветров, который вместе с западным «изначальным Котельным» и Фаддеевским составляет часть единого острова. В итоге название Котельный было распространено на всю территорию «выросшего» таким образом острова, площадь которого, по современным измерениям, составляет около 23 200 км², протяжённость с запада на восток — около 230 км, а с севера на юг — около 170 км. Соответственно, он не просто является самым большим островом среди Новосибирских: на него приходится значительно более половины всей территории этого архипелага, составляющей около 38 400 км².
При этом важнейшей особенностью острова остаётся его весьма чёткое разделение на три физико-географических зоны: западную («изначальный Котельный», часто называется основной территорией острова), восточную — полуостров Фаддевский и центральную — Землю Бунге (часто называется перемычкой или перешейком, соединяющей две другие части). Западная и восточная части острова достаточно схожи в плане рельефа — преимущественно возвышенного, геологического строения и стабильности линии побережья, тогда как Земля Бунге принципиально отличается по всем этим параметрам. Площадь полуострова Фаддеевский составляет 5300 км², Земли Бунге — 7280 км². Между ними расположен залив Геденштрома, ширина которого подвержена существенным колебаниям по мере сезонных затоплений Земли Бунге. Геологи и океанологи допускают, что в течение ближайшего столетия Земля Бунге может полностью скрыться под водой вследствие повышения уровня моря и размыва её течениями, в результате чего Котельный разделится на два острова.
Котельный относится к подзоне арктических тундр, относящихся к Яно-Колымской арктической подпровинции. Северные оконечности острова относятся к подзоне арктических пустынь и полупустынь. Наивысшая точка острова и всего архипелага — гора Малакатын-Тас высотой 361 метр, расположенная на юго-западе острова. Озёра острова сосредоточены в низменной полосе в восточной части острова. Самой крупной рекой на острове является Балыктах, протяжённостью 205 км, расположенная на западе.

### Крайние точки острова
- Северная оконечность — 076°12′13″ с. ш. 139°07′32″ в. д.HGЯO мыс Анисий
- Западная оконечность — 075°20′33″ с. ш. 136°55′46″ в. д.HGЯO мыс Розовый (мыс Вальтера)
- Южная оконечность — 074°38′01″ с. ш. 139°07′29″ в. д.HGЯO мыс Медвежий
- Восточная оконечность — 75°29′48″ с. ш. 145°23′35″ в. д.HGЯO мыс Благовещенский.
- Высшая точка — гора Малакатын-Тас, 361 м[4].

### Геологическое строение
Котельный относится к тектонически высокому блоку Новосибирско-Чукотского складчатого пояса. Западная и восточная части острова сложены дислоцированными платформенными отложениями, включающих все системы палеозоя (кроме наиболее древней — кембрийской) и мезозоя. Находящаяся в центре Земля Бунге сложена нескладчатыми мезозойскими породами (песчаники, аргиллиты) и третичными отложениями. На острове широко распространены позднеплейстоценовые и голоценовые отложения.
Всего в строении Котельного участвуют шесть разновозрастных комплексов пород: нижнеордовикские-среднедевонские отложения карбонатной платформы, верхнедевонские-нижнетурнейские рифтогенные карбонатно-терригенные породы, каменноугольно-пермские карбонатные отложения мелкого шельфа, терригенные осадки сопредельного трога, триасово-нижнеюрские глинистые шельфовые осадки, континентальный угленосный нижний мел и континентальные отложения палеогена-неогена. На острове широко развит аргиллито-алевролитовый флиш, встречаются органогенные постройки. Все отложения на острове, за исключением деятельного слоя и таликов под крупными озёрами, находятся в многолетнемёрзлом состоянии. Криогенное строение пород разнообразно. Многие отложения вмещают ледяные жилы различных размеров и разного возраста.

### Рельеф

Снимок Котельного со спутника

Рельеф острова неоднороден: в западной его части и на Фаддеевском он возвышенный, хотя и в разной степени, тогда как лежащая между ними Земля Бунге является низменной равниной. При этом в силу того, что весь остров расположен в зоне сплошного распространения многолетней мерзлоты, его поверхность осложняют разнообразные микроформы криогенного рельефа. Наибольшие высоты характерны для западной части: её внутренние районы представляют собой плато, отделённое от прибрежных равнин резкими уступами. На юге этого плато имеется несколько вершин высотой более 200 метров над уровнем моря: именно здесь находится 361-метровая гора Малакатын-Тас — высшая точка не только этого острова, но и всего архипелага. Склоны гор обычно покрыты щебнисто-каменными россыпями, реже мелкозёмом. Средняя высота окружающих плато прибрежных равнин составляет 20—40 метров, максимальная — около 60 метров. Равнины расчленены сетью рек и оврагов, имеются термокарстовые формы рельефа: байджарахи, аласы и различные полигональные структуры.
Средняя часть острова или равнина Земли Бунге в основном занята песчаной пустыней, что является уникальным для арктического региона со средней температурой −15 °C. В составе Земли Бунге выделяют одноименную возвышенность Земля Бунге на юго-востоке и возвышенность Евсекю-Булгуннях в её центральной части. Эти участки Земли Бунге не заняты пустыней и сложены коренными породами Котельного, то есть состоят из прочных дочетвертичных пород с признаками термокарстового и, местами, эрозионного расчленения. Наивысшая точка Земли Бунге с абсолютной высотой 58 м расположена на Евсекю-Булгуннях, высоты возвышенности Земля Бунге на юго-востоке — 12-14 метров. Пустынная часть Земли Бунге отличается исключительной ровностью рельефа с абсолютными высотами не более 8 метров и лишена постоянных водотоков, однако в летний период на ней образуются широкие ложбины стока талых вод. Потому как значительная часть пустыни подвергается сезонному затоплению или затоплению в результате морских нагонов, то вся средняя часть Котельного и возвышенность Земля Бунге имеют одинаковое название — долгое время возвышенность на юго-востоке считалась отдельным от Котельного островом или отдельным постоянно существующим участком суши. При штормовых нагонах затоплению в основном подвергается восточная часть пустыни со стороны залива Геденштрома, но также и её южная часть — морская вода может распространяться до 10 км от побережья и более. Так как в условиях мелководья прилегающих акваторий граница суши и моря неустойчива, то схожие процессы с изменением очертаний побережья происходят на севере и юге Земли Бунге.
На полуострове Фаддеевском, который является восточной частью острова, средние высоты составляют 20—30 метров. Относительно возвышенной — 65 метров — является его северная оконечность. Особенностью Фаддеевского является сильная расчленённость местности, в том числе за счёт аласов и речных долин. Наиболее расчленена юго-восточная часть полуострова, в центральной преобладают сильно заболоченные низменные участки.

### Воды
Реки невелики и мелководны, текут в узких долинах, за исключением Балыктах, при устье последней образуется незначительная Царёва губа. Рыбной (от балык) река названа по обилию в ней рыбы, в особенности зубатки. Прочие реки западного прибрежья, которые всё же значительнее восточных, начиная с северной стороны острова следующие: Крестовая, Санникова, Решетникова, Хастюр-ю-тах, Чукочья, Розсоха, Хрептовая и Урасиха, на юго-восточной стороне острова реки Волокитина, Енисейская, на восточной стороне реки Балыктах, Драгоценная и др. На берегах Драгоценной и Санниковой, в огромной величины шарах отвердевшей глины, попадаются аммониты значительной величины.
Крупнейшее озеро — Евсекю-Кюель.

### Флора и фауна
Находится в зоне арктических пустынь с редкой травянисто-кустарниковой растительностью среди каменных россыпей и полигональных грунтов.
Развит промысел песца. Отмечена на острове и популяция северных оленей. Водятся также белые медведи и куропатки.

## Мамонты
На острове находятся остатки вымерших животных (карликового мамонта и др.). Одну находку на реке Таба-Юрях, вмороженную в лёд, назвали карликовый «золотой мамонт» из-за необычной шерсти, которая светилась на солнце золотым. На фрагментах бивней другого из мамонтов в 2019 году были обнаружены следы обработки, оставленные древним человеком. В честь руководителя экспедиции эту находку назвали «Мамонтом Павлова». Учёные обнаружили порезы и царапины на рёбрах, второй лопатке, на лобной и затылочной частях черепа. Очевидно, древние люди сняли с туши мамонта кожу и срезали с костей мясо. 26 тыс. лет назад (финал каргинского межледниковья), когда человек разделал мамонта Павлова, Котельный был не островом, а соединялся с материком. На ещё одном ребре мамонта обнаружены следы ножа и зажившая рана на лопатке с кончиком наконечника дротика. Рост третьего крупного мамонта составляет 4,5 м. На северном берегу Котельного нашли как кости некрупных мамонтов, так и кости больших мамонтов, нормального размера.

## Инфраструктура
Имеются полярные станции (с 1933 года) и жилища охотников — поварни.
- Полярная станция Пролив Санникова
- Полярная станция Остров Котельный
- Аэродром Темп
- Военная база Северный Клевер

## История

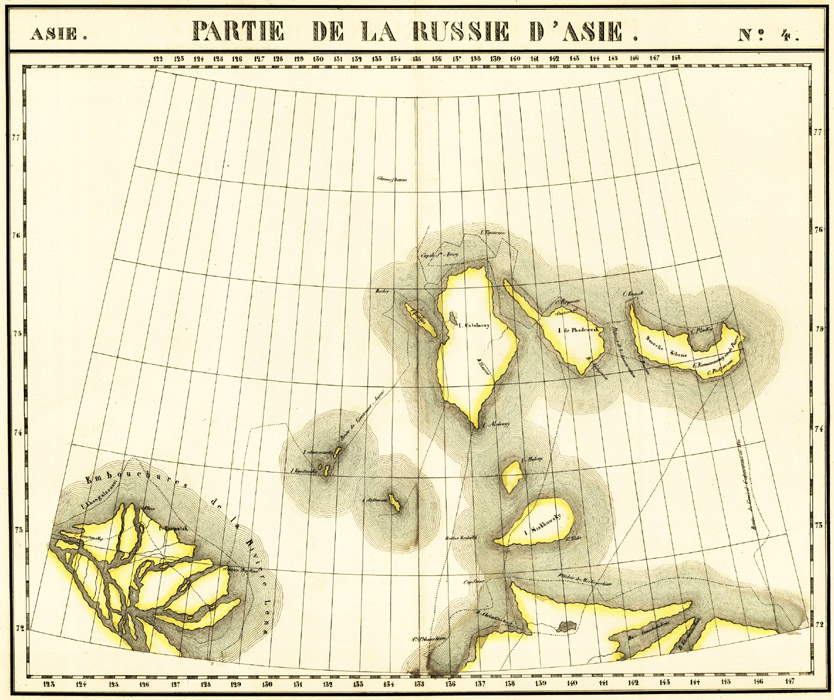
Карта Новосибирских островов (Филипп Вандермелен «Карта Азиатской России», ок. 1820). Земля Бунге ещё не была открыта, потому Фаддеевский и Котельный отображены отдельными островами

К приходу русских остров был необитаемым, хотя на нём были следы посещения юкагирами (жерди юрты, полозья). Открыт промышленником Иваном Ляховым в 1773 году. Когда Ляхов рассказал по возвращении о своём открытии, то на обследование острова вскоре двинулся землемер Хвойнов. На берегу острова он увидел медный котёл, оставленный спутниками Ляхова. Хвойнов обмерил остров, описал его и назвал Котельным.
В 1805 году приказчик купца Сыроватского, начальник промышленной артели, мещанин Санников, желая расширить промыслы своего хозяина, отправился на восток от Котельного острова и открыл Фаддеевский остров.
В 1809 году Матвей Геденштром, прибывший на остров Фаддеевский с землемером Кожиным и мещанином Санниковым, поручил первому описать остров Фаддеевский, а второму — исследовать пролив между Фаддеевским и Котельным; сам же он отправился на остров Новая Сибирь. Кожин описал западный, южный и восточный берега острова Фаддеевского; Санников пересёк пролив во многих местах, найдя его ширину от 7 до 30 вёрст. Другими участниками экспедиции были геодезист Пшеницын и унтер-офицер Решетников.
В 1811 году Санников вновь объехал Фаддеевский остров и исследовал впадающие в море речки, причём пространство между Котельным и Фаддеевским островами, считавшееся проливом, оказалось заливом, а острова Котельный и Фаддеевский составляли единый массив суши.
В 1822 году капитан Пётр Анжу исследовал западную и северо-восточную части полуострова Фаддеевский.
На острове находится могила доктора Германа Вальтера — участника Русской полярной экспедиции (1900—1902) под руководством Эдуарда Толля. Её участники искали легендарную Землю Санникова. Перезахоронение останков состоялось 29 июля 2011 года.

## Военная база
В сентябре 2013 года на острове началось восстановление военной базы, которая была заброшена после распада Советского Союза. Восстановление базы на Новосибирских островах является частью масштабной программы Минобороны России по возобновлению постоянного военного присутствия России в Арктике. На острове Котельный решено построить стационарный причал для приёма барж и судов среднего класса, по типу причала на острове Новая Земля, а также использовать в качестве базового пункта доставки материальных средств на остров Котельный порт Тикси, что обеспечит возможность завоза запасов, в том числе зимовочных в течение трёх месяцев. Согласно заявлению первого заместителя министра обороны России, генерала армии Аркадия Бахина, группировка кораблей Северного флота приступила к выполнению основных мероприятий на Новосибирских островах. Он также сообщил, что на Новосибирских островах будет восстановлен и усовершенствован аэродром станции Темп. В октябре 2016 года он уже сможет принимать самолёты Ан-26, Ан-72 и Ан-74. В дальнейшем взлётно-посадочная полоса будет расширена и удлинена, чтобы «Темп» смог принимать тяжёлые самолёты Ан-22 и Ил-76, а в перспективе использовать его для действий стратегической авиации. В ночь с 13 на 14 марта 2014 года на остров вблизи военного аэродрома в ходе учений была совершена высадка парашютно-десантного батальона 98-й воздушно-десантной дивизии численностью в 350 человек вместе с грузами и военной техникой. Личный состав десантировался с помощью применением управляемых парашютных систем спецназначения «Арбалет». После десантирования солдаты в течение 40 минут «захватили» аэродром «Темп». Такие учения в российской Арктике проводились впервые.
6 сентября 2014 года к острову отправился караван кораблей Северного флота, везущих на остров бронетранспортёры, тягачи, передвижные жилые модули. На острове будет располагаться 99-я тактическая арктическая группа, для размещения которой началось строительство военного городка.

## Климат
Климат арктический, суровый. Снег лежит 9−10 месяцев в году. Средняя температура июля составляет +3,3 °C, ночью температура опускается до 1 °C. И лишь в отдельные тёплые дни температура может подниматься до более высоких значений. С ноября по март оттепели исключены, в апреле абсолютный максимум температуры составляет +1,2 градуса по Цельсию. Самый холодный по среднемесячной и минимальной температуре месяц — февраль (−29,1 и −49,9 градусов соответственно). Температура ниже −30 градусов по Цельсию может наблюдаться с октября по апрель.
Полярный день на острове длится примерно с 28 апреля по 16 августа, полярная ночь — с 5 ноября до 7 февраля.
| Показатель                    | Янв.  | Фев.  | Март  | Апр.  | Май   | Июнь  | Июль | Авг. | Сен.  | Окт.  | Нояб. | Дек.  | Год   |
| ----------------------------- | ----- | ----- | ----- | ----- | ----- | ----- | ---- | ---- | ----- | ----- | ----- | ----- | ----- |
| Абсолютный максимум, °C       | −7,2  | −3,3  | −4,8  | 1,2   | 6,3   | 22,4  | 25,1 | 20,2 | 13,6  | 2,8   | −1,7  | −3,1  | 25,1  |
| Средний суточный максимум, °C | −25,6 | −25,8 | −23,3 | −15,1 | −5,6  | 2,1   | 5,9  | 5,2  | 1,1   | −6,4  | −16,5 | −22,9 | −10,6 |
| Средняя температура, °C       | −28,8 | −29,1 | −26,6 | −18,5 | −7,8  | 0,2   | 3,3  | 2,9  | −0,3  | −8,7  | −19,6 | −26   | −13,3 |
| Средний суточный минимум, °C  | −32,1 | −32,3 | −30   | −22,3 | −10,5 | −1,6  | 1,0  | 0,9  | −2    | −11,5 | −23   | −29,3 | −16,1 |
| Абсолютный минимум, °C        | −44,9 | −49,9 | −46,1 | −46,2 | −28,6 | −14,9 | −6   | −9,2 | −18,6 | −40,2 | −40,2 | −45   | −49,9 |
| Среднее число дней с осадками | 15    | 14    | 16    | 15    | 22    | 21    | 19   | 22   | 26    | 26    | 18    | 16    | 231   |
| Норма осадков, мм             | 6     | 5     | 6     | 7     | 9     | 17    | 28   | 23   | 23    | 18    | 8     | 7     | 157   |
| Средняя влажность, %          | 82    | 82    | 82    | 83    | 87    | 90    | 90   | 91   | 90    | 88    | 84    | 82    | 86    |
| Средняя скорость ветра, м/с   | 5,6   | 5,5   | 5,3   | 5,5   | 5,7   | 6,1   | 5,9  | 5,9  | 6,2   | 5,8   | 5,2   | 5,6   | 5,7   |
| Источник:                     |       |       |       |       |       |       |      |      |       |       |       |       |       |

| Солнечное сияние, часов за месяц. | Солнечное сияние, часов за месяц. | Солнечное сияние, часов за месяц. | Солнечное сияние, часов за месяц. | Солнечное сияние, часов за месяц. | Солнечное сияние, часов за месяц. | Солнечное сияние, часов за месяц. | Солнечное сияние, часов за месяц. | Солнечное сияние, часов за месяц. | Солнечное сияние, часов за месяц. | Солнечное сияние, часов за месяц. | Солнечное сияние, часов за месяц. | Солнечное сияние, часов за месяц. | Солнечное сияние, часов за месяц. |
| Месяц                             | Янв                               | Фев                               | Мар                               | Апр                               | Май                               | Июн                               | Июл                               | Авг                               | Сен                               | Окт                               | Ноя                               | Дек                               | Год                               |
| Солнечное сияние, ч               | 0                                 | 6                                 | 146                               | 282                               | 198                               | 177                               | 167                               | 99                                | 45                                | 12                                | 0                                 | 0                                 | 1133                              |
| --------------------------------- | --------------------------------- | --------------------------------- | --------------------------------- | --------------------------------- | --------------------------------- | --------------------------------- | --------------------------------- | --------------------------------- | --------------------------------- | --------------------------------- | --------------------------------- | --------------------------------- | --------------------------------- |

## Прилежащая акватория

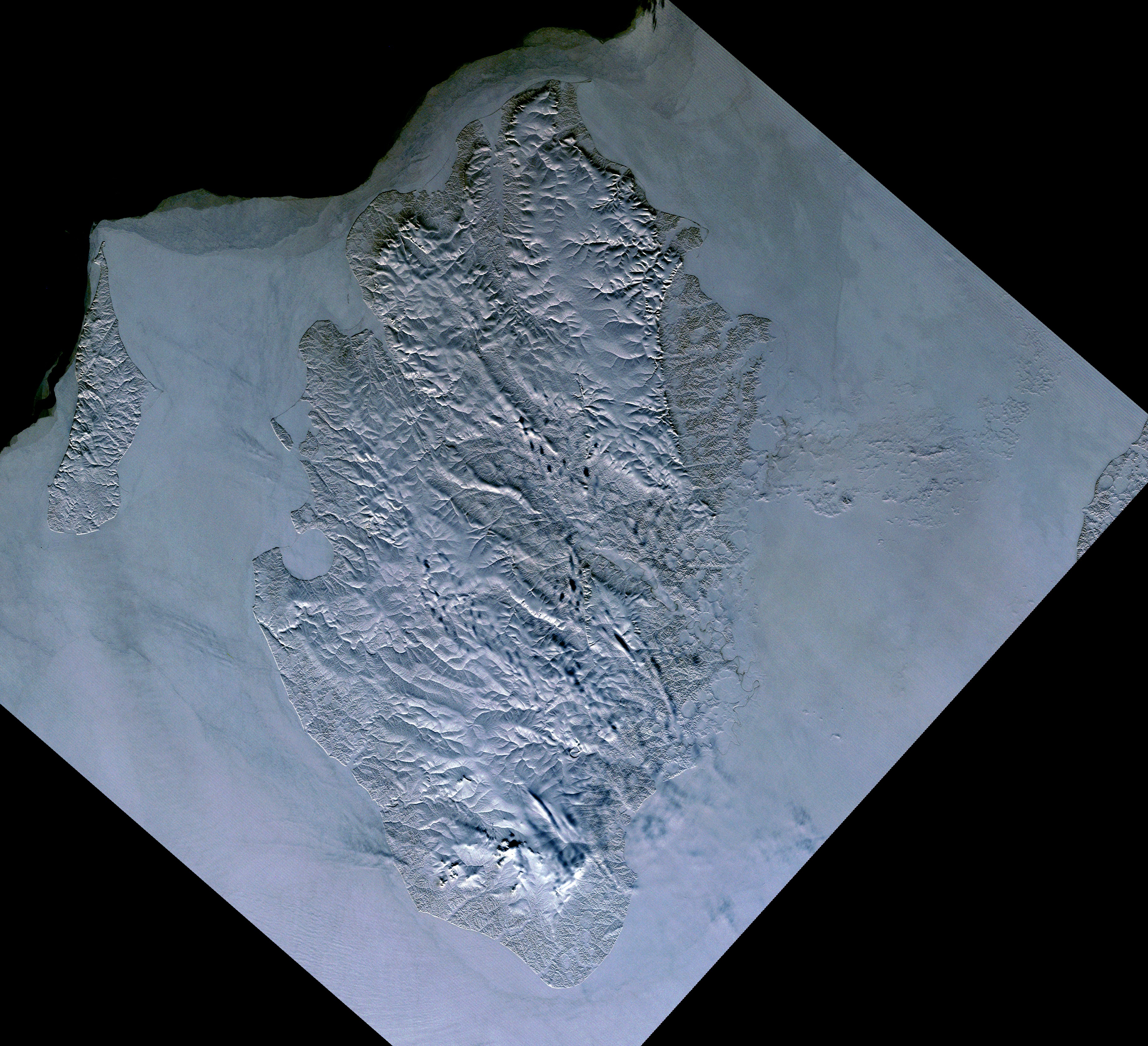
Космический снимок острова Котельный, сделанный в конце марта 1973 года. В левой части изображения остров Бельковский, а в крайней правой — Фаддеевский, к востоку от Котельного располагается Земля Бунге, которая (за исключением возвышенности Евсекю-Булгуннях) под снежным покровом неотличима от покрытой льдом поверхности моря

### Моря
С запада остров омывается морем Лаптевых. Остров Котельный является естественным рубежом, ограничивающим это море с востока и отделяющим от Восточно-Сибирского моря (от мыса Анисий на крайнем севере острова, до мыса Медвежий на крайнем юге).
С севера, востока и юга остров омывается Восточно-Сибирским морем.

### Лагуны
Крупнейшие лагуны (все относятся к морю Лаптевых):
- Дурная
- Нерпалах
- Лагуна Пшеницына
- Лагуна Решетникова
- Лагуна Станции

### Заливы
Заливы Восточно-Сибирского моря:
- Губа Драгоценная
- Губа Большая
- Залив Геденштрома
- Бухта Якова Смирницкого
- Бухта Малыгинцев

Заливы моря Лаптевых:
- Губа Нерпичья
- Залив Стахановцев Арктики

### Проливы
- Благовещенский пролив (относится к Восточно-Сибирскому морю) — отделяет от острова Новая Сибирь.
- Пролив Санникова (относится к Восточно-Сибирскому морю) — отделяет от острова Малый Ляховский.
- Пролив Заря (относится к морю Лаптевых) — отделяет от острова Бельковский.

### Острова
Ближайшие крупные острова (в скобках приведено направление и минимальное расстояние до побережья острова Котельный):
- Новая Сибирь (на восток 26 км)
- Бельковский (на запад 23 км)
- Малый Ляховский (на юг 55 км)
- Столбовой (на юго-запад 97 км)
- Скрытый (на восток 0,1 км)
- Железнякова (на северо-восток 29 км)
- группа островов Хоптолох (на северо-запад 20 м)

## В культуре
- Жюль Верн. Цезарь Каскабель = César Cascabel. — Приключенческий роман. — 1890. Семья цирковых артистов во время своего путешествия из Северной Америки во Францию через Канаду, Аляску и Российскую империю очутилась на острове Котельном в плену у «племени финского происхождения».
- Обручев В. А. Земля Санникова. — Научно-фантастический роман. — 1926.
- Иванов В. Л. Архипелаг двух морей. — М.: Мысль, 1978. — 160 с. — ISBN ББК 91(98) И-20.
- Лев Липков. Средства транспорта на острове Котельном. Полярная Почта Сегодня. Дата обращения: 12 апреля 2010.